# イムスト

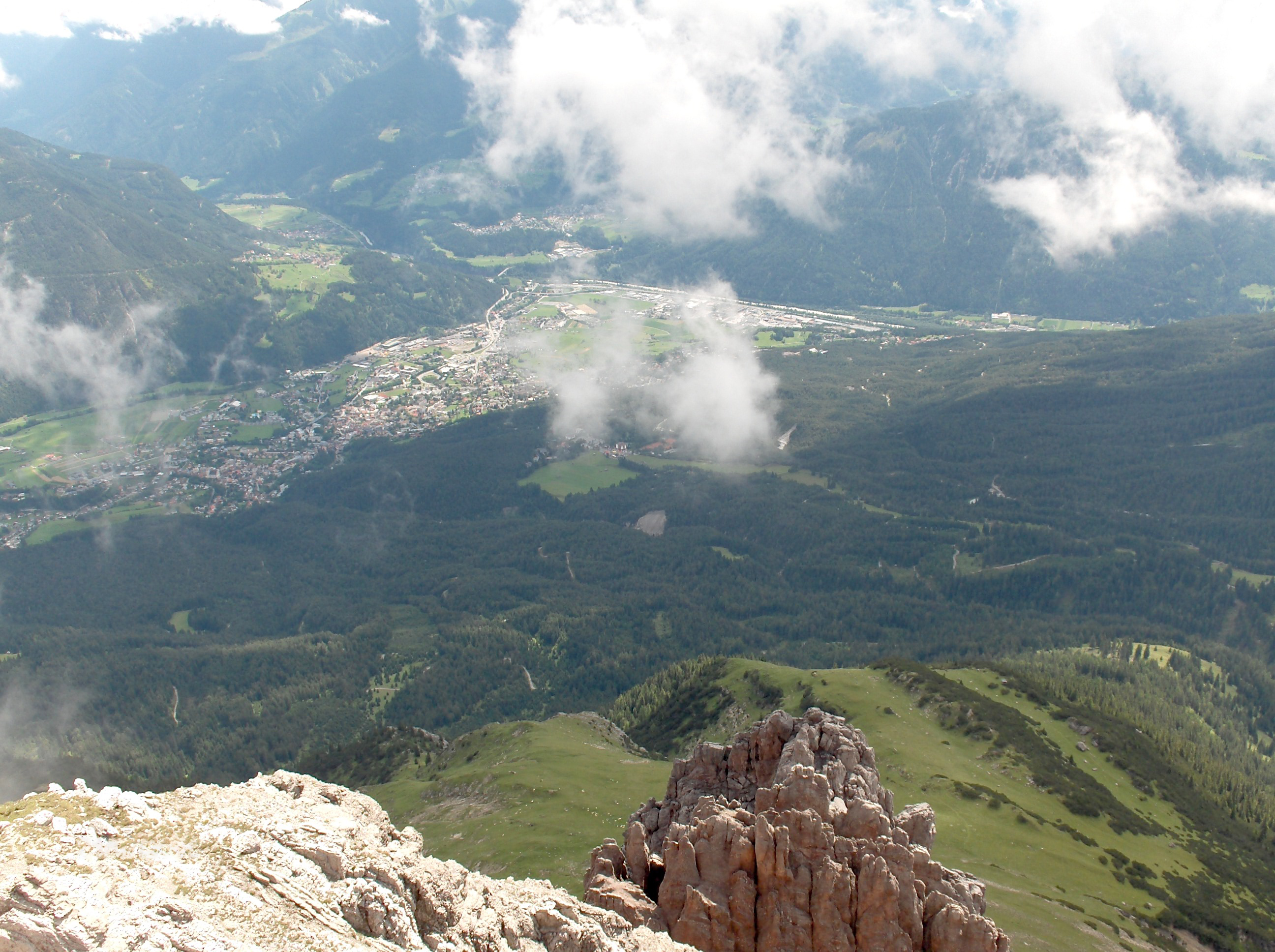
イムスト

イムスト（独: Imst  発音）はオーストリア西部のチロル州の都市である。オーストリアのインスブルックの西方約55kmのイン川沿いにあり、チロル州内でも西部に位置する。イムストは同市を含むイムスト郡の中心都市でもある。
1282年に市場開設の免状を受け、1898年に都市権を得た。

## リュージュ競技場
1958年にイムストで最初の、人工凍結式のリュージュのコースが設置された。このコースは全長1000.9mで、17箇所のカーブと127.8mの長さの急勾配部分があり、平均傾斜は12.48%になっている。各カーブには特に名称は付けられていない。
ここでは、リュージュ世界選手権大会のうち、1963年リュージュ世界選手権大会と1978年リュージュ世界選手権大会が行われ、 またリュージュ欧州選手権大会が1956年、1971年、1974年に開催されている。

## SOS子供の村
1949年、ヘルマン・グマイナーによってイムストのソーンバーグ地区に最初のSOS子供の村が開設された。その後世界各国で展開し、現在の設置箇所は450を超える。